# Utricularia simulans
Utricularia simulans — вид рослин із родини пухирникових (Lentibulariaceae).

## Біоморфологічна характеристика
Ризоїди і столони капілярні, численні. Листки численні, біля основи квітконіжки розсіяні, розкидані на столонах, вузьколінійні, 5–15 × 0.3–0.5 мм, 1-жилкові. Пастки численні; рот збоку з коротким конічним дорсальним відростком і більшим, глибоко роздвоєним черевним відростком. Суцвіття прямовисні, 1.5–11 см завдовжки; квіток 1–5, більш-менш скупчених. Частки чашечки нерівні, 4–5 мм, круглі в обрисі. Віночок жовтий, 5–10 мм завдовжки; верхня губа довгаста з зрізаною або вирізаною верхівкою; нижня губа кругла або широко яйцеподібна; піднебіння злегка підняте; шпора вузько конічна з тупою або гоструватою верхівкою, довжиною приблизно до нижньої губи. Коробочка (не траплялися в африканських екземплярів) куляста, ≈ 2 мм в діаметрі. Насіння численне, яйцеподібне, ≈ 1.5 мм.

## Середовище проживання
Поширений у тропічній Африці й тропічній Америці від Флориди до Парагваю (США [Флорида], Куба, Беліз, Колумбія, Гаяна, Суринам, Французька Гвіана, Болівія, Парагвай, Мексика, Бразилія, Венесуела, Сенегал, Гвінея-Бісау, Малі, Ліберія, Камерун, Чад, Габон, ДР Конго [Заїр], Замбія, Ангола, Буркіна-Фасо, Бенін).